# ミカン科

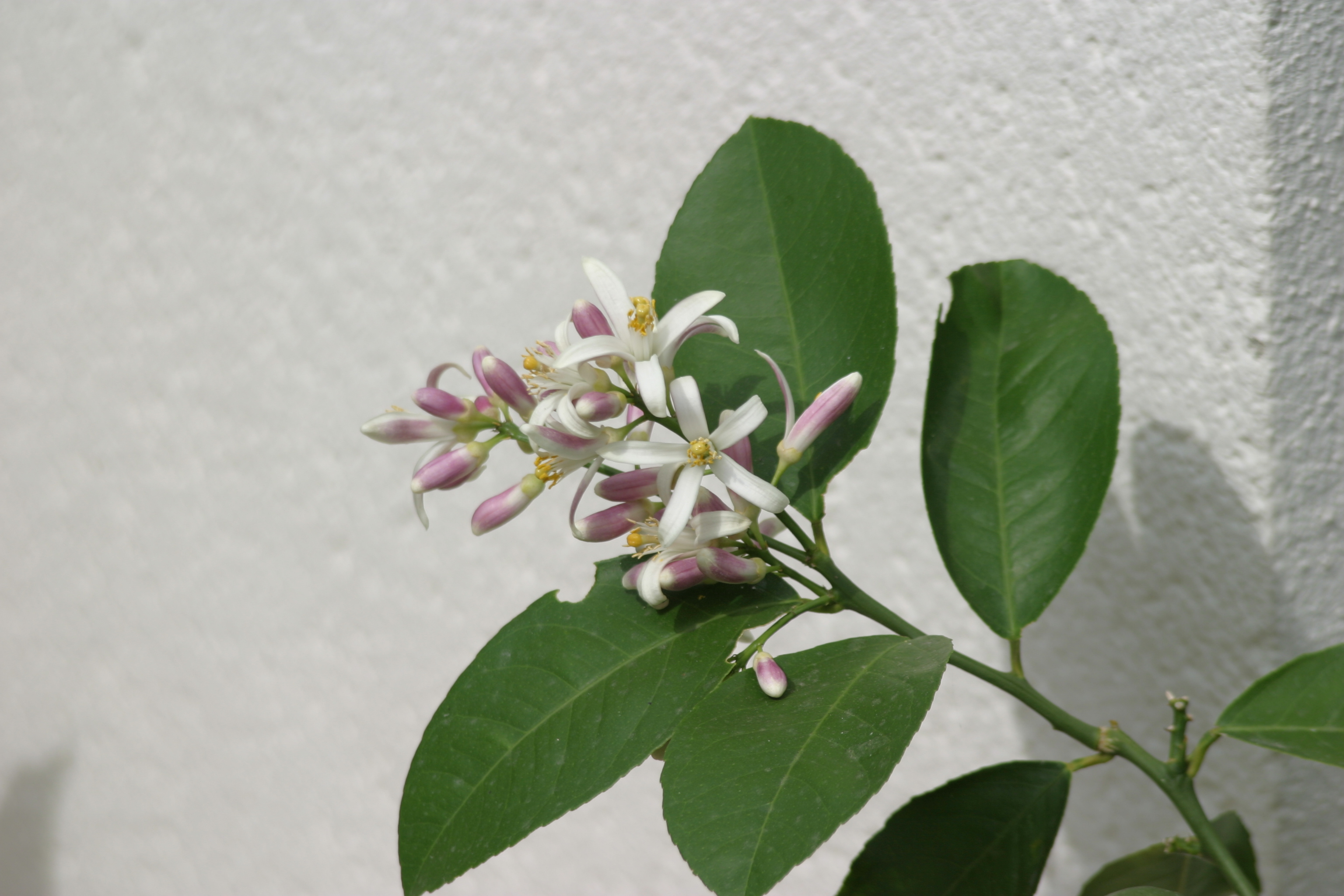
レモン

ミカン科（ミカンか、Rutaceae）は双子葉植物の科で約150属、900種からなる。木（一部草本）の状態で存在し、温帯から熱帯に分布する。精油を含み芳香（異臭の場合もある）を有する。花に芳香のあるものも多い。かつての日本ではヘンルーダ科と呼ばれていた。牧野 (1940) はマツカゼソウ（Boenninghausenia albiflora）から取ってマツカゼサウ科としている。

## 特徴
ミカン科の全体像というものは捉えづらいものである。しかし概ねは、
- 複葉を持つ木本（高木か低木）
- 托葉は持たない
- 花盤を持つ
- 子房上位である

といった特徴を持つグループと考えるのが妥当である。ミカン科植物として最も知られているのはミカンであるが、子房内部の毛が多汁質のミカン状果を成すのはミカン類のみの特徴であって、ミカン科を代表するものであるとは言い難い。実際、果実の形態は蒴果、石果、ミカン状果などと変化に富んでいる。ミカン科の学名である Rutaceae の基となったヘンルーダ属 (Ruta) に関しては草本であるという点が科内では特殊であり、また科内で種数が最多であるサンショウ属 (Zanthoxylum) にしても刺（）のある木本であり葉が羽状複葉、果実が乾燥しており2-3個に分裂するという特徴は代表的とは認めがたいものである。
ミカン科を識別する際に最も手掛かりとなる特徴は、葉肉内に油点が含まれているという点である。

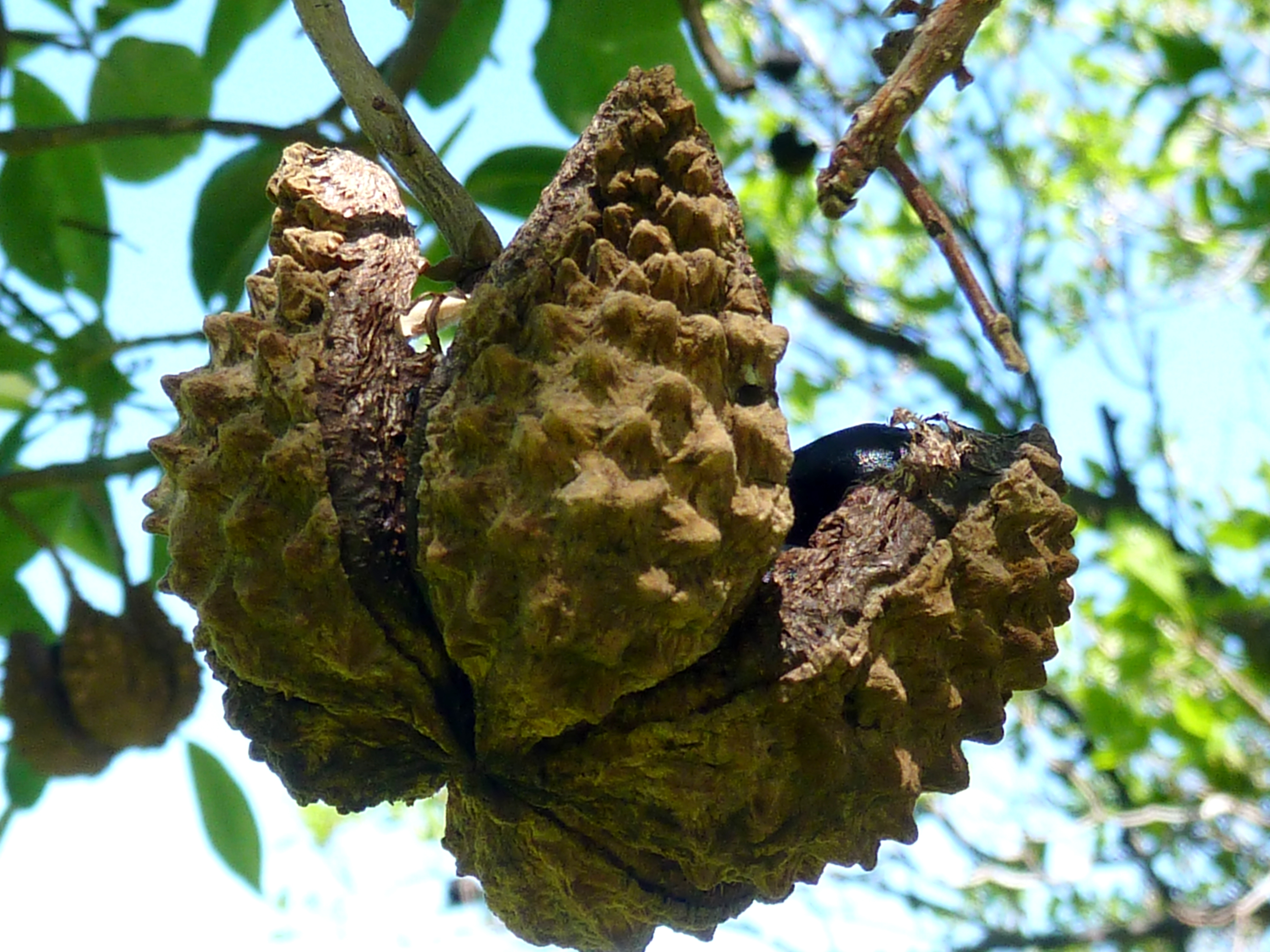
カロデンドラム・カペンセ (蒴果)
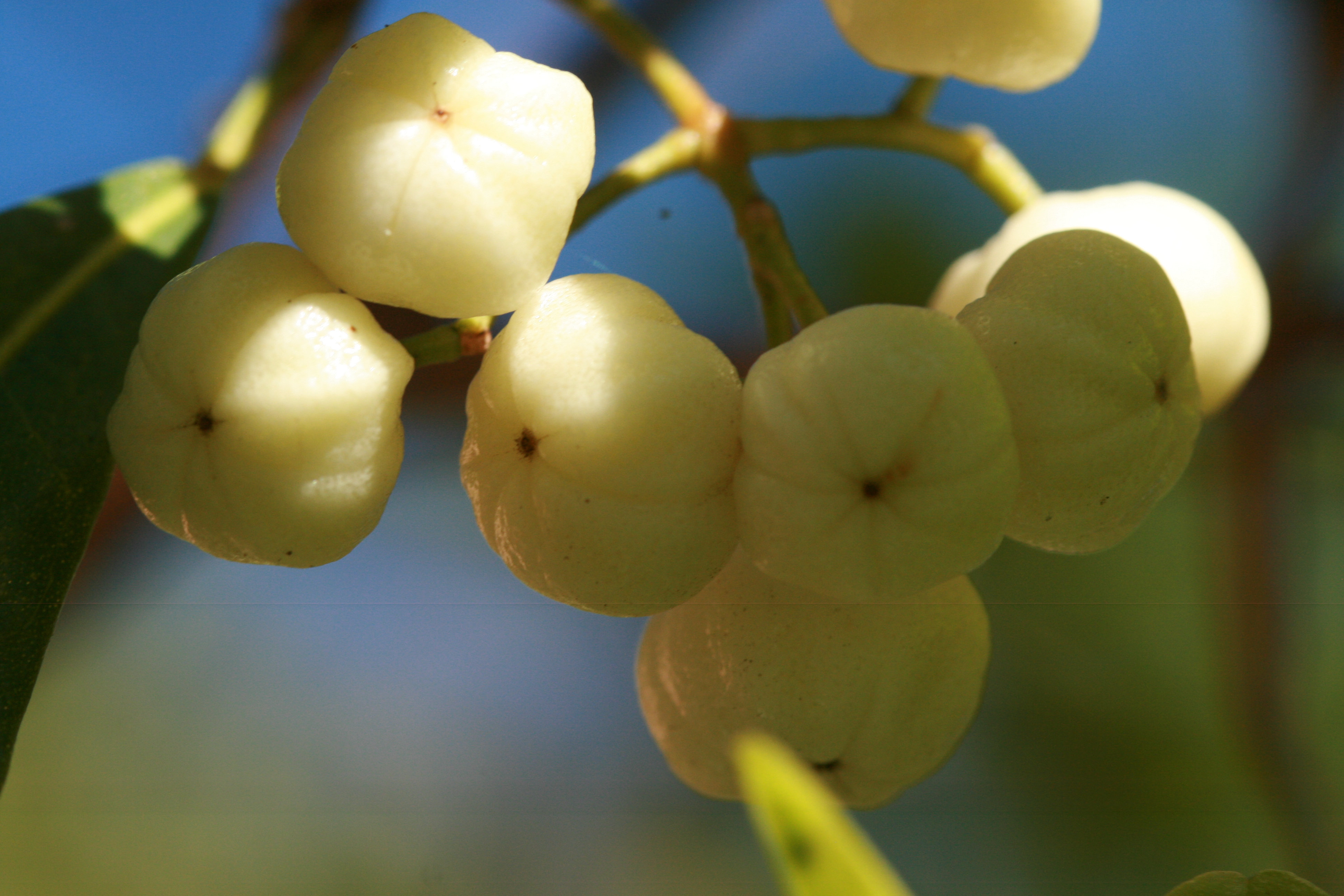
Acronychia oblongifolia (A.Cunn. ex Hook.) Endl. ex Heynh. (石果)
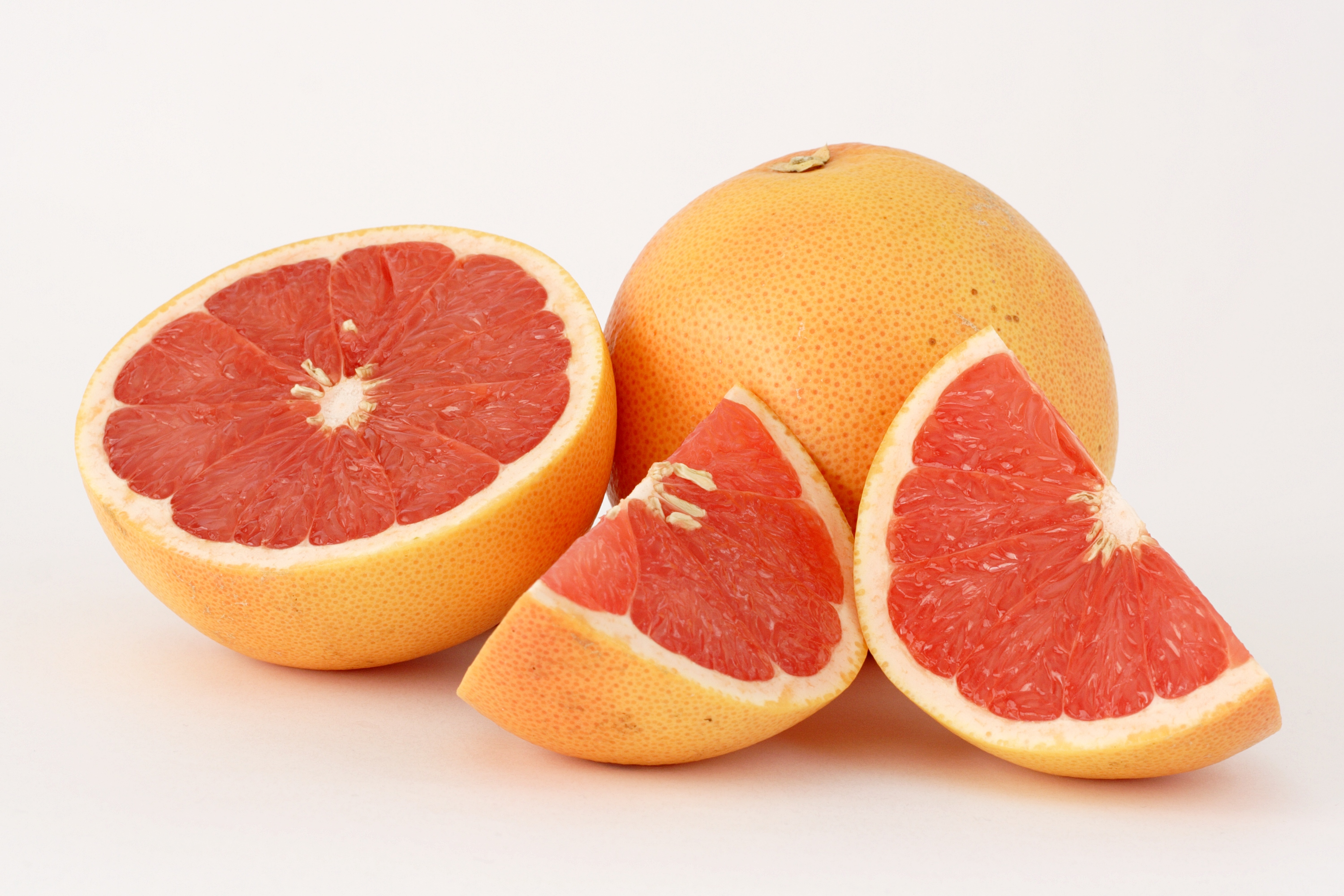
グレープフルーツ (ミカン状果)
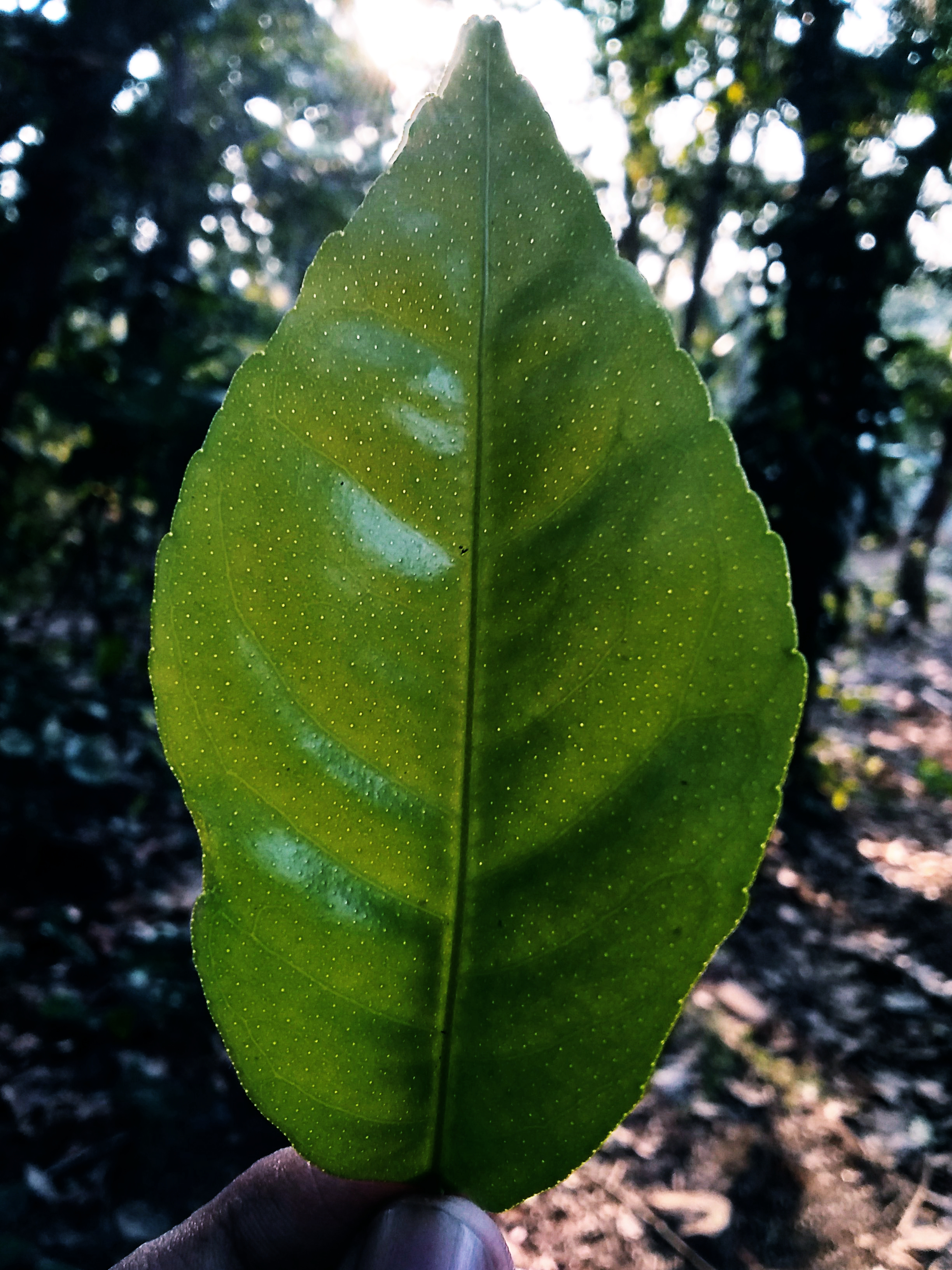
柑橘類の葉。油点の存在に注目。

## 利用
ミカン科の柑橘類（ミカン属、キンカン属、カラタチ属などのグループ）は果樹として非常に重要であるとされ、サンショウ、コブミカン、オオバゲッキツなどは、香辛料として用いられる。キハダ、ゴシュユ、ヘンルーダなど薬用に用いられたものや、ミヤマシキミなど有毒植物もある。観賞用に栽培されるものとしてボロニア、ゲッキツなどがある。また、アゲハチョウ科のチョウの食草としても知られる。

## 属（アルファベット順）
特に断りのない限り、分布情報や命名者情報は POWO (2024) による。
目次

A B C D E F G
H I J K L M N
O P Q R S T U
V W X Y Z

### A
- Acmadenia
- Acradenia - A. euodiiformis および A. frankliniae の2種
- Acronychia J.R.Forst. & G.Forst.（オオバゲッケイ属）
  - Acronychia oblongifolia (A.Cunn. ex Hook.) Endl. ex Heynh. - オーストラリアのクイーンズランド州南東部からヴィクトリア州南東部にかけて分布する木本。
  - オオバゲッケイ[4] Acronychia pedunculata (L.) Miq.
- Adenandra
- Adiscanthus Ducke - A. fusciflorus Ducke(Wikispecies) 1種のみ
- Aegle（ベンガルカラタチ属[5][6]/アエグル属[7]）- ベルノキ[8][9]（別名: ベンガルカラタチ）A. marmelos 1種のみ
- Aeglopsis
- Afraegle
- Afraurantium - A. senegalense 1種のみ
- Agathosma（アガトスマ属[6]/アガソスマ属[7]）- ブッコノキ[8][7] A. betulina（シノニム: Barosma betulina）
- （Almeidea）→ Conchocarpus[10]
- Amyris（アミリス属）[6]- タイマツノキ[9] A. elemifera
- Andreadoxa - A. flava 1種のみ
- Angostura
- Apocaulon - A. carnosum 1種のみ
- Asterolasia（アステロラシア属）[6]
- Atalantia（アタランティア属）[6]- ツゲコウジ[4] A. buxifolia（シノニム: Severinia buxifolia）

### B
- Balfourodendron - B. molle および マルフィン[9] B. riedelianum の2種
- Balsamocitrus - B. camerunensis および B. dawei の2種
- （Barosma）→ Agathosma[10]
- Boenninghausenia（マツカゼソウ属）- マツカゼソウ B. albiflora 1種のみ
- （Boninia シロテツ属）→ Melicope[10]
- Boronia（ボロニア属）- ボロニア・メガスティグマ B. megastigma
- Bosistoa
- Bottegoa - B. insignis 1種のみ。かつてはムクロジ科植物として扱われていた[11]が、APG IVでは本科に分類されている[10]。
- Bouchardatia - B. neurococca 1種のみ
- Brombya - B. platynema および B. smithii の2種
- Burkillanthus Swingle - マレー群島区系西部産の高木 B. malaccensis (Ridl.) Swingle 1種のみ

### C
- Calodendrum Thunb.（カロデンドラム属[12]/カロデンドルム属[6]）- ケープチェストナット[13] C. capense Thunb. および C. eickii の2種
- Casimiroa - シロサポテ[9] C. edulis
- Cedrelopsis（ケドレロプシス属）
- Chloroxylon - インドシュスボク C. swietenia
- Choisya（ショワジア属/チョイジア属/コイシア属[14]）- チョイシア・テルナタ C. ternata
- Chorilaena - C. quercifolia 1種のみ
- Citropsis
- Citrus（ミカン属）- ウンシュウミカン、ユズ、レモンなど
- Clausena（ワンピ属[5][6]）- ワンピ
- （Clymeria）→ Citrus[10]
- Cneoridium - C. dumosum 1種のみ
- Cneorum（クネオルム属）- C. pulverulentum および C. tricoccon の2種
- Coatesia - C. paniculata 1種のみ
- Coleonema（コレオネマ属）[14]
- （Comptonella）→ Melicope[10]
- Conchocarpus
- Correa（コレア属）- コレア・バックホウセアーナ C. backhouseana[14]
- Crossosperma - C. cauliflora および C. velutina の2種
- Crowea（クロウエア属）- クロウエア・サリグナ C. saligna[12]
- （Cusparia クスパリア属）[6]→ Angostura[10]

### D
- Decagonocarpus - 2種
- Decatropis - 2種
- Decazyx - D. esparzae および D. macrophyllus の2種
- Desmotes - 1種のみ
- Dictamnus（ハクセン属）[6]- ハクセン
- Dictyoloma（ディクティオロマ属）- 少なくともディクティオロマ・ウァンデリアヌム[15] D. vandellianum 1種
- Dinosperma
- Diosma（ディオスマ属）[6]
- （Diphasia）→ Vepris[10]
- （Diphasiopsis）→ Vepris[10]
- Diplolaena
- Drummondita
- Dutailliopsis - 1種のみ
- （Dutaillyea）→ Melicope[10]

### E
- Empleurum - 2種
- Eriostemon（エリオステモン属）[6]- 2種
- Ertela - 2種
- Erythrochiton（エリトゥロキトン属）[6]
- Esenbeckia（エセンベッキア属）[6]
- Euchaetis
- Euodia（オガサワラゴシュユ属）
- Euxylophora - パウアマレロ[9] E. paraensis 1種のみ
- （Evodiella）→ Melicope[10]

### F
- Fagaropsis
- （Feronia）→ Limonia[10]
- （Feroniella）→ Citrus[10]
- Flindersia（フリンデルシア属）[6]- クイーンズランドメープル F. brayleyana
- （Fortunella キンカン属 - キンカン）→ Citrus[10]

### G
- Galipea（ガリペア属）[6]
- Geijera
- Geleznowia - 1種のみ
- Glycosmis（ハナシンボウギ属）[6]

### H
- Halfordia - 1種のみ
- Haplophyllum - クサヘンルーダ H. dauricum
- Helietta
- （Hesperethusa）→ Naringi[10]
- Hortia

### I
- Ivodea

### K
- （Kodalyodendron）→ Amyris[10]

### L
- Leionema
- Leptothyrsa（レプトティルサ属）
- Limnocitrus
- Limonia - ウッドアップル[4]（別名: ナガエミカン[8][9][13]、ゾウノリンゴ[9][13]）L. acidissima 1種のみ
- Lubaria - 1種のみ
- Lunasia - 1種のみ
- Luvunga

### M

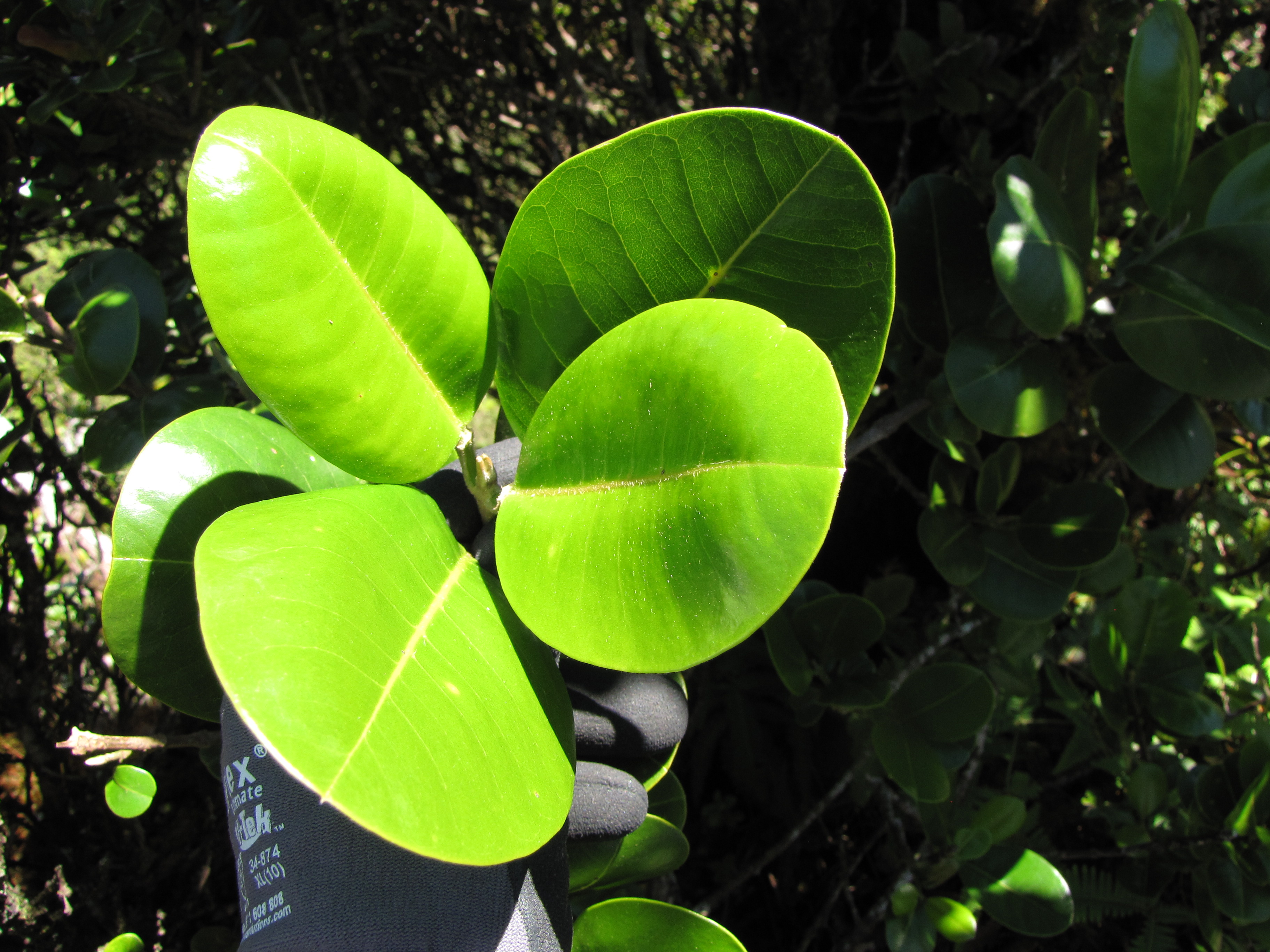
Melicope orbicularis

- （Maclurodendron）→ Acronychia[10]
- Macrostylis（マクロスティリス属）[6]
- Medicosma
- Megastigma
- Melicope J.R.Forst. & G.Forst.（アワダン属[5]）
  - Melicope orbicularis (Hillebr.) T.G.Hartley & B.C.Stone - ハワイ諸島固有の高木。
  - アワダン（Melicope triphylla (Lam.) Merr.）- インドのアッサム地方から南西諸島（日本）ならびに太平洋地域南西部にかけて分布する木本。
- Merope - 1種のみ
- Merrillia - 1種のみ
- Metrodorea
- （Microcitrus）→ Citrus[10]
- Microcybe
- Micromelum（ミクロメルム属）[6]
- Monanthocitrus
- （Monnieria）→ Ertela[10]
- Muiriantha - 1種のみ
- Murraya（ゲッキツ属）- ゲッキツ
- Myrtopsis

### N
- Naringi - 1種のみ
- Naudinia - 1種のみ
- Nematolepis
- Neobyrnesia - 1種のみ
- Neoraputia
- Neoschmidea - 2種
- Nycticalanthus - 1種のみ

### O
- （Oricia）→ Vepris[10]
- （Oriciopsis）→ Vepris[10]
- Orixa（コクサギ属）- コクサギ1種のみ
- （Oxanthera）→ Citrus[10]

### P
- Pamburus - 1種のみ
- Paramignya
- Peltostigma（ペルトスティグマ属）[6]- 2種
- Pentaceras - P. australe 1種のみ
- Perryodendron - 1種のみ
- Phebalium（フェバリウム属）[12][6]
- Phellodendron（キハダ属）- キハダ P. amurense およびシナキハダ P. chinense の2種
- Philotheca
- Phyllosma - 2種
- Picrella → Melicope[10]
- Pilocarpus（ピロカルプス属）- ピロカルプス・ペナティフォリウス P. pennatifolius[12]
- Pitavia - 1種のみ
- Pitaviaster → Euodia[10]
- Pleiospermium
- Plethadenia - 2種
- Polyaster - 1種のみ
- Poncirus（カラタチ属）[注 1]
- Pseudiosma - 1種のみ
- Psilopeganum - 1種のみ
- Ptaeroxylon Eckl. & Zeyh.（プタエロクシロン属）- タンザニアから南部アフリカにかけて分布する高木プタエロクシロン・オブリクウム Ptaeroxylon obliquum (Thunb.) Radlk. 1種のみの属。
- Ptelea（ホップノキ属[5][6]）- ホップノキ P. trifoliata

### R
- Raputia
- Raputiarana - 2種
- Rauia
- Raulinoa - R. echinata 1種のみ
- Ravenia（ラウェニア属）[6]
- Raveniopsis
- Rhadinothamnus
- Ruta（ヘンルーダ属[5]）- ヘンルーダ
- Rutaneblina - 1種のみ

### S
- （Sarcomelicope）→ Melicope[10]
- Sargentia → Casimiroa[10]
- （Severinia）→ Atalantia[10]
- Sheilanthera - S. pubens 1種のみ
- Sigmatanthus - S. trifoliatus 1種のみ
- Skimmia（ミヤマシキミ属）- ツルシキミ
- Spathelia
- Spiranthera
- Stauranthus - S. conzattii および S. perforatus の2種
- Swinglea - S. glutinosa 1種のみ

### T
- （Teclea）→ Vepris[10]
- Tetractomia
- Tetradium（ゴシュユ属）
- Thamnosma（タムノスマ属）[6]
- Ticorea
- Toddalia（サルカケミカン属[5]）- サルカケミカン T. asiatica 1種のみ
- （Toddaliopsis）→ Vepris[10]
- Tractocopevodia
- Triphasia - グミミカン[9]（別名: トゲナシカラタチ[8]）T. trifolia

### V
- Vepris（ウェプリス属）[6]

### W
- Wenzelia

### Z
- Zanthoxylum（サンショウ属）- サンショウ
- Zieria
- Zieridium

## 下位分類
一部不確定であるが、一般に次のように下位分類（亜科・連・属）されている。
- ヘンルーダ亜科 Rutoideae
  - サンショウ連 Zanthoxyleae
    - Bosistoa
    - サンショウ属
    - Evodiella
    - コクサギ属
    - アワダン属
    - Choisya
    - Platydesma

  - マツカゼソウ連 Ruteae
    - マツカゼソウ属
    - Psilopeganum
    - ヘンルーダ属
    - Thamnosma
    - Cneoridium
    - ハクセン属

  - ボロニア連 Boronieae
    - Eriostemon
    - Phebalium
    - Asterolasia
    - Correa
    - ボロニア属

  - Diosmeae連
    - Agathosma
    - Diosma

  - Cusparieae連
    - Pilocarpus
    - Esenbeckia
    - Euxylophora
    - Erythrochiton
- サルカケミカン亜科 Toddalioideae
  - キハダ属
  - ホップノキ属
  - Oricia
  - Vepris
  - Acronychia
  - サルカケミカン属
  - ミヤマシキミ属
  - Amyris
  - Teclea
- ミカン亜科 Aurantioideae
  - ミカン連 Citreae
    - カラタチ属
    - ミカン属
    - Clymenia
    - Microcitrus
    - キンカン属
    - Citropsis
    - Limonia
    - Triphasia

  - ワンピ連 Clauseneae
    - ゲッキツ属
    - ワンピ属
    - Atalantia
    - Swinglea
    - Aegle
    - ハナシンボウギ属
- Spathelioideae亜科
  - Spathelia
- Dictyolomatoideae亜科
  - Dictyoloma